# Grand Coude
Grand Coude est un lieu-dit de l'île de La Réunion, département d'outre-mer français dans le Sud-Ouest de l'Océan Indien. Il s'agit d'un village des Hauts situé sur le territoire de Saint-Joseph, commune du Sud de l'île. Labellisé Villages Créoles, le site est entouré par la forêt appelée forêt de Grand Coude.
Le village est situé à environ 20 minutes du centre-ville et se perche à 1200 mètres d'altitude entre la vallée de la rivière des Remparts et la vallée de la rivière Langevin.
Il compte à peu près 600 habitants.
On y trouve principalement une activité agricole : élevage, culture de géranium rosat, de café et de thé.

## La seule production de thé en France
La particularité du village de Grand Coude réside dans sa culture de thé.
En effet, grâce à un agriculteur du nom de Johny Guichard, le village est le seul  village de France à produire du thé.
Les origines volcaniques du terroir de Grand Coude et sa situation en altitude est un terreau très favorable à ce type de culture. Le thé de Grand Coude est d'ailleurs reconnu pour sa très grande qualité.

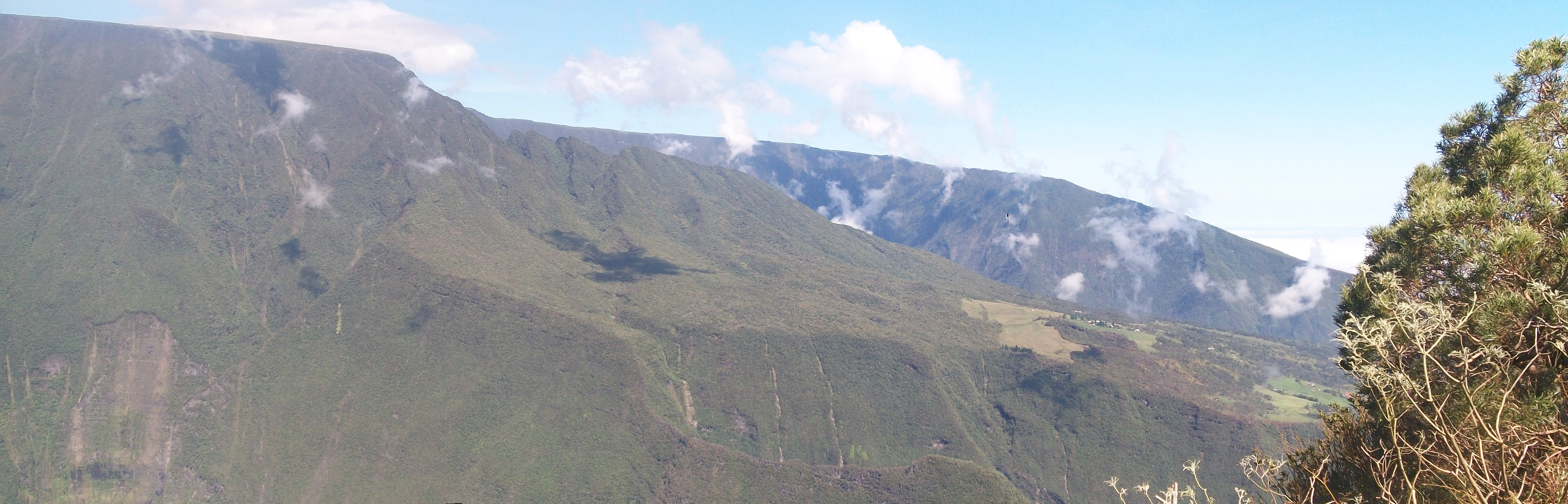
Grand Coude depuis le belvédère de Notre-Dame-de-la-Paix